# Bodianus neopercularis
Bodianus neopercularis Gomon, 2006 è un pesce di acqua salata appartenente alla famiglia Labridae.

## Distribuzione e habitat
Proviene dalle Isole Marshall (Kwajalein), nel Pacifico centro-occidentale. Solitamente nuota a circa 50 m di profondità, lungo le scogliere.

## Descrizione
Presenta un corpo compresso lateralmente, molto allungato, con il profilo della testa abbastanza appuntito e gli occhi di medie dimensioni. Le pinne non sono particolarmente allungate, la pinna caudale è arrotondata. La lunghezza massima registrata è di 9,7 cm.
Questa specie, molto simile a Bodianus opercularis, presenta sempre una colorazione a fasce rosse e bianche, ma in B. neopercularis le prime sono leggermente più ampie e sono disposte in modo leggermente diverso. Le fasce rosse sono 3 e sulla fascia centrale, in corrispondenza dell'opercolo, è presente una macchia nera. Le striature bianche tendono giallastro negli esemplari più grandi.

## Riproduzione
È oviparo e la fecondazione è esterna. Non ci sono cure verso le uova.

## Conservazione
Questa specie non sembra essere molto rara nel suo areale, ma la sua biologia è quasi sconosciuta, e la mancanza di informazioni non può quindi permettere di identificare gli eventuali pericoli che potrebbero minacciare la popolazione di questa specie. Quindi viene classificata come "dati insufficienti" (DD) dalla lista rossa IUCN.